# Cyrtanthus falcatus
Cyrtanthus falcatus es una planta herbácea, perenne y bulbosa de atractivas flores, perteneciente a la familia de las amarilidáceas. Es originaria de KwaZulu-Natal, en Sudáfrica.

## Descripción
Las flores de esta especie pueden ser de color rojo o anaranjado, péndulas y con forma de trompeta. Los tallos pueden crecer hasta 70 cm. Florece a principios de la primavera.

## Taxonomía
Cyrtanthus falcatus fue descrita por  Robert Allen Dyer y publicado en Herbertia 6: 76. 1940.
Etimología
Cyrtanthus: nombre genérico que fue acuñado por William Aiton en 1789 y que proviene del griego «kyrtos», que significa curvado y «anthos», flor, en referencia a las flores con forma de tubo curvado que presentan varias especies del género.
falcatus: epíteto latino que significa "con forma de hoz".